# Ivan de Gara
Ivan de Gara, auch Ivan Šipuški, war ein ungarischer Geistlicher.
De Gara wurde am 2. Januar 1395 zum Bischof von Zagreb ernannt. Um 1397 gab er das Amt auf und wurde am 28. März 1401 zum Erzbischof von Kalocsa und zum Erzbischof von Bač ernannt. 1403 wurde Crisogono de Dominis zu seinem Nachfolger ernannt.